# Conotrachelus sternalis
Conotrachelus sternalis – gatunek chrząszcza z rodziny ryjkowcowatych.

## Zasięg występowania
Ameryka Południowa, występuje w Brazylii.

## Budowa ciała
Ciało lekko wydłużone. Przednia krawędź pokryw znacznie szersza od przedplecza, zakończona po bokach niewielką ostrogą. Na ich powierzchni wyraźne, podłużne żeberkowanie. Przedplecze niemal prostokątne w zarysie w tylnej części, z przodu gwałtownie, znacznie zwężone. Ryjek bardzo silnie wydłużony, równy mniej więcej połowie długości ciała. Całe ciało pokryte gęstą, krótką pomarańczową szczecinką.
Ubarwienie ciała pstrokate, jasnobrązowe z czarnymi plamkami, na pokrywach układającymi się w podłużne rzędy. Na przedpleczu jasnobrązowe, podłużne pręgi.